# Informatique de la biodiversité
 (décembre 2017).
Si vous disposez d'ouvrages ou d'articles de référence ou si vous connaissez des sites web de qualité traitant du thème abordé ici, merci de compléter l'article en donnant les références utiles à sa vérifiabilité et en les liant à la section « Notes et références ».
L'informatique de la biodiversité est l'application des techniques informatiques aux données de biodiversité pour en améliorer la gestion, la présentation, la découverte, l'exploration et l'analyse. Typiquement, il s'agit de l'application des techniques informatiques modernes à des données taxonomiques, biogéographiques ou écologiques afin de générer de nouvelles façons de voir et d'analyser les informations existantes, ainsi que de créer des modèles de prévision pour l'information qui n'existe pas encore (voir modélisation de niche). L'informatique de la biodiversité est une discipline relativement jeune (le terme a été inventé vers 1992), mais occupe des centaines de praticiens dans le monde entier, y compris les nombreuses personnes impliquées dans la conception et la construction de bases de données taxonomiques. Le terme "Informatique de la biodiversité" est généralement utilisé dans un sens large de façon à s'appliquer à l'informatisation des toutes les données de biodiversité; le  terme "bio-informatique" étant souvent quant à lui utilisé comme synonyme avec le traitement automatisé de données dans le domaine plus spécialisé de la biologie moléculaire.